# Gargela
Gargela là một chi bướm đêm thuộc họ Crambidae.

## Loài
- Gargela albidusa Song, Chen & Wu, 2009
- Gargela apicalis (Pagenstecher, 1900)
- Gargela arcualis Hampson, 1906
- Gargela bilineata Song, Chen & Wu, 2009
- Gargela chrysias (Meyrick, 1897)
- Gargela cuprealis Hampson, 1906
- Gargela distigma Song, Chen & Wu, 2009
- Gargela furca Song, Chen & Wu, 2009
- Gargela fuscusa Song, Chen & Wu, 2009
- Gargela hainana Song, Chen & Wu, 2009
- Gargela hastatela Song, Chen & Wu, 2009
- Gargela minuta Song, Chen & Wu, 2009
- Gargela niphostola Hampson, 1917
- Gargela obliquivitta Hampson, 1917
- Gargela quadrispinula Song, Chen & Wu, 2009
- Gargela renatusalis (Walker, 1859)
- Gargela subpurella (Walker, 1864)
- Gargela trilinealis (Hampson, 1897)
- Gargela xanthocasis (Meyrick, 1897)
- Gargela xizangensis Song, Chen & Wu, 2009